# Книга Буття

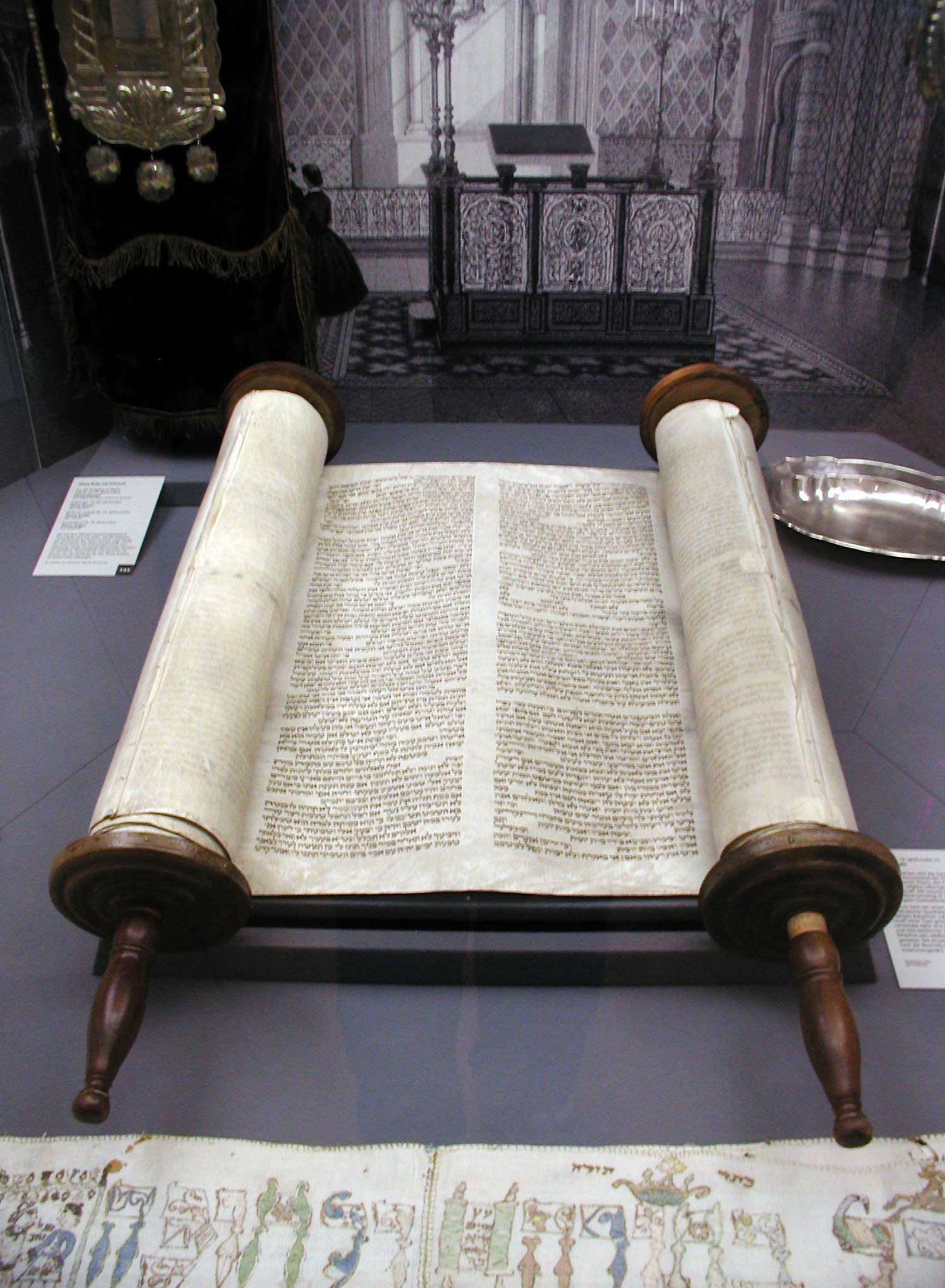
Тора у синагозі в Кельні

Кни́га Буття́ (від дав.-гр. Γένεσις та лат. Genesis; івр. בראשית, Береши́т — на початку) — перша книга Біблії, що належить до Старого Завіту і відкриває П'ятикнижжя Мойсея (Тори).
Книга Буття в єврейській Біблії, як і всі книги П'ятикнижжя, названа першим словом, з якого вона починається: «Берешит». У грецькому перекладі 70-ти тлумачів книга називається «Генеза» («Походження»). Назва ця взята з самої книги (2:4; 5:1) і вказує на її зміст, який містить розповідь про походження світу (2:4), людини (5:1) і головних родів патріархального людства.
У Книзі Буття простежується походження всесвіту, землі, рослин, тварин і людства. Тут йдеться про те, як з'явилися людські інститути, професії та ремесла. Описується походження гріха та смерті, йдеться про те, як сатана впливає на життя людини. У Книзі Буття розповідається також початок історії спокути, оголошується про пришестя Месії (3:15). Тут перераховуються прабатьки Месії та описується зародження єврейського народу, що дав світові Біблію, та Спасителя. У Книзі Буття також представлена вибіркова
історія народів і подій, що розглядається з точки зору божого замислу.

## Походження книги

### Авторство
Проблема авторства Книги Буття тісно пов'язана з проблемою авторства усього П'ятикнижжя — перших п'яти книг Біблії, які по-єврейськи називаються Торою. У Біблії говориться, що автором цих п'яти книг був Мойсей. Перші юдейські та християнські вчені доводили свою впевненість в авторстві Мойсея за допомогою деяких основних свідоцтв:
1. Сам текст вказує на причетність Мойсея до написання книг, записів історичних подій, законів і створення поетичних творів (Вих. 17:14; Вих. 24:4; Вих. 34:27; Чис. 33:2; Повт. 31:22; Повт. 31:32).
2. Існувала книга Закону, пов'язана з Мойсеєм (Нав. 1:7-8), яка згодом почала називатись Книгою Мойсеєвою (2 Хр. 25:4; Езд. 6:18; Неем. 13:1).
3. До часів Нового Завіту вважалось, що Тора пов'язана з іменем Мойсея (Мт. 19:7; Мт. 22:24; Мк. 7:10; Мк. 12:26; Ів. 1:17; Ів. 5:46; Ів. 7:23).

Ліберали вважають, що Книга Буття являє собою відредагований збірник. Першим цю думку озвучив французький лікар Жан Астрюк, який вважав, що використання різних імен Бога свідчить про поєднання різних документів або кількох джерел. Німецькі критики розвивали теорію про те, що книга Буття — це збірник з кількох документів, що призвело до появи гіпотези Графа — Велльгаузена — Кюнена, або Документарної гіпотези, яку також називають теорією JEDP. Відповідно до цієї точки зору, існувало чотири основні документи:
1. J, в якому використовується ім'я Бога YHWH (Єгова або Яхве), що відноситься до IX століття до н. е. і написаний в Юдеї
2. Е, в якому використовується ім'я Елохім, VIII століття до н. е., з Північного царства
3. D — Повторення закону, ймовірно створене за часів Йосії, приблизно 621 року до н. е.
4. Ρ — матеріали, пов'язані зі священством та обрядами, V століття до н. е. або пізніші.

Деякі фрагменти Книги Буття відносять навіть до елліністичного періоду. Відповідно до цієї теорії, документи об'єднувалися редакторами в одну книгу поступово, тому існували варіанти JE; JED і т. д..

### Дата
Дата написання книги — також предмет суперечок. Навіть серед тих, хто згідний з авторством Мойсея, немає єдиної думки з приводу часу, коли він жив. Якщо брати за основу біблійні дані, то Мойсей міг жити у XV столітті до н. е. (Суд. 11:26; 1 Цар. 6:1), але багато вчених схильні вважати, що це було у ХІІІ столітті до н. е. Якщо ж притримуватись теорії JEDP, Книгу Буття можна датувати проміжком з IX до V століття до н. е., вважаючи, що кінцева редакція з'явилась у V столітті до н. е. або, навіть, пізніше.

### Літературний жанр
Книга Буття написана як історична повість, вона описує події у хронологічному порядку з причинно-наслідковими зв'язками. В історичній канві подаються оповідання народного, етіологічного або повчального характеру. Згідно з більшістю сучасних біблеїстів Книга Буття не передає в точності історичних фактів, однак містить певні відлуння історичних діянь юдейського народу. Деякі оповіді (наприклад історія потопу чи Вавилонської вежі) мають спільну основу з культурними пам'ятками стародавнього Сходу, однак були опрацьовані теологічно. Грецька назва книги (genesis) пов'язана зі словом «генеза», тобто «початок».

## Структура та зміст
Книга складається з 50 розділів і умовно поділяється на дві частини:
1. У розділах 1-11 викладено історію людства до патріархів, вона містить у собі як би універсальне введення у всесвітню історію, оскільки стосується вихідних пунктів і початкових моментів первісної історії всього людства; у книзі описані такі ключові моменти як створення світу, гріхопадіння, всесвітній потоп, та спорудження Вавилонської вежі.
2. У розділах 12-50 викладено історію патріархів та їхніх родин, описано історію зародження єврейського народу в особі його родоначальників — патріархів Авраама, Ісаака й Якова.

Продовженням книги Буття є Книга Вихід.
За змістом Книга Буття розповідає про наступні події та періоди:
1. Створення світу (1:1-2:25).
2. Історія людства від Едему до Вавилонської вежі (3:1-11:26)
  - Гріхопадіння
  - Нащадки Адама
  - Всесвітній потоп
  - Історія народів
  - Вавилонська вежа
3. Історія Авраама (11:27-25:10) та Ісаака (21:1-28:5)
  - Заклик до Авраама
  - Авраам та Лот.
  - Вторгнення чотирьох царів зі Сходу
  - Заповіт
  - Знищення рівнинних міст
  - Ісаак
4. Історія Якова та Ісава (25:19-37:1)
5. Історія Йосипа (37:2-50:26)[5].

## Патристична екзегеза книги Буття
Серед перших тлумачень книги Буття в добу патристики були коментарі на першу главу про створення світу — так звані Шестидневи, або ж Гекзаемери. Такі екзегези розробляли Мелітон Сардійський, Родон, Кандід, Апіон, Максим Сповідник, Іполит, Вікторин Петавський, Северіян Габарський, Василій Великий, Григорій Ниський, Амвросій Медіоланський та Іоанн Філопон (Граматик). Євсевій Кесарійський торкався цієї теми у праці «Церковна історія», а Єронім у «Листах» та «Про знаменитих мужів». Проте більшість праць вищеперелічених авторів до нашого часу не збереглося.